# Chlorops toxopaei
Chlorops toxopaei är en tvåvingeart som beskrevs av Oswald Duda 1934. Chlorops toxopaei ingår i släktet Chlorops och familjen fritflugor. Inga underarter finns listade i Catalogue of Life.